# Ixora nonantha
Ixora nonantha är en måreväxtart som beskrevs av Cornelis Eliza Bertus Bremekamp. Ixora nonantha ingår i släktet Ixora och familjen måreväxter. Inga underarter finns listade i Catalogue of Life.